# میسورچی
میسورچی (به لاتین: Misurići) یک منطقهٔ مسکونی در بوسنی و هرزگوین است که در ماگلای واقع شده‌است.